# FC Schalke 04
Fußballclub Gelsenkirchen-Schalke 04, thường được biết tới với cái tên Schalke 04 ("Schalke null vier"), là một đội bóng Đức có trụ sở ở Gelsenkirchen, phía bắc vùng Rhine-Westphalia. Schalke 04 từ lâu đã được coi như một trong những đội bóng nổi tiếng nhất ở Đức, mặc dù những thành công của câu lạc bộ chỉ đến từ khoảng những năm 1930 cho tới đầu những năm 1940.
Đội bóng đá là phần lớn nhất của một câu lạc bộ thể thao có hơn 155,000 thành viên (tính đến tháng sáu năm 2018) và đó là câu lạc bộ thể thao lớn thứ hai ở Đức  và thứ 4 thế giới về số thành viên chính thức. 
Các hoạt động thể thao khác bao gồm bóng rổ, bóng ném, và điền kinh. Schalke có danh hiệu châu Âu đầu tiên vào năm 1997 sau khi đánh bại Inter Milan trên chấm lưu trong trận chung kết UEFA Cup ở Milan.
Giáo hoàng John Paul II đã từng là một thành viên thường xuyên của câu lạc bộ từ năm 1987 sau khi ăn mừng một sự kiện ở Parkstadion. Ngoài ra tổng thống Nga Vladimir Putin cũng là fan ruột của đội bóng này.
Schalke có đối thủ truyền kiếp là Borussia Dortmund. Linh vật của đội bóng có tên là Erwin.
Vào tháng 5 năm 2014, Schalke 04 được tạp chí Forbes xếp hạng là câu lạc bộ bóng đá có giá trị thứ 14 châu Âu.
Ngoài bóng đá nam, Schalke 04 còn là tổ chức thể thao sở hữu các đội tuyển bóng đá nữ, bóng đá người mù, bóng bàn, điền kinh và có một đội e-sports Liên Minh Huyền Thoại đang thi đấu ở giải LEC.

## Sân vận động

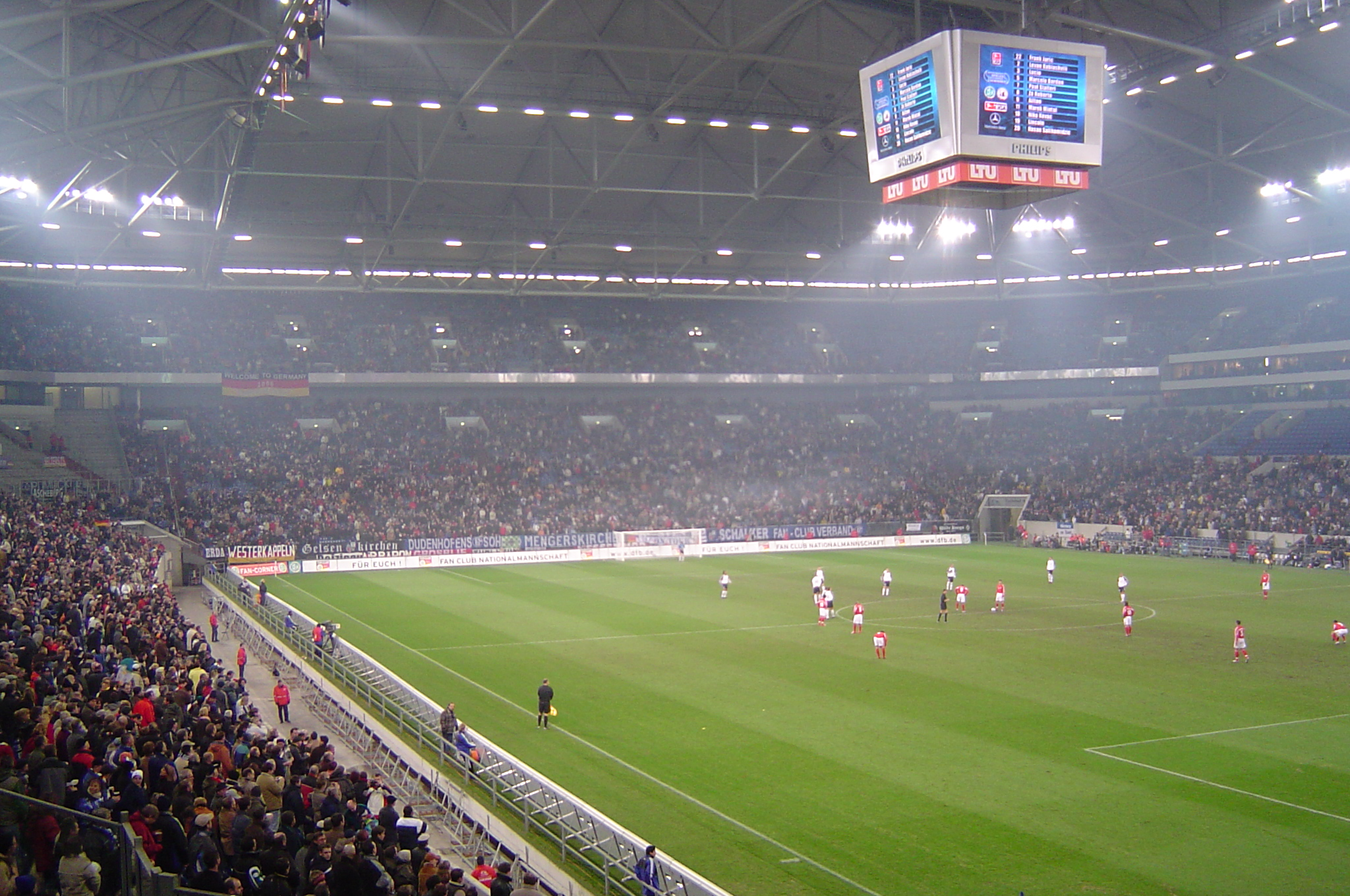
Sân Veltins-Arena

Sân vận động của động bóng có tên Veltins-Arena được đặt theo tên của một hãng bia, được thành lập vào mùa hè năm 2001 và có sức chứa 61.673 chỗ ngồi. Schalke thường xuyên có những trận đấu chật kín chỗ ngồi và đó là lý do vì sao nó được đánh giá như một trong những sân vận động hiện đại nhất châu Âu. Công trình này ban đầu được biết với cái tên Arena AufSchalke và để thay thế sân Parkstadion (sức chứa 71.000 chỗ ngồi) xây vào năm 1973. Trước đó câu lạc bộ thường chơi ở sân Glückauf-Kampfbahn xây vào năm 1928 với sức chứa 35.000 chỗ ngồi. Sân này sau dó được dùng cho các trận đấu nghiệp dư với sức chứa được giảm xuống còn 5.000.

## Đỡ đầu
Schalke 04 được đỡ đầu bởi một doanh nghiệp nhà nước Nga, Gazprom, từ năm 2007, với một số tiền là 15 triệu Euro mỗi năm.
Đến năm 2022, Gazprom phải rút lui do chiến tranh Nga - Ukraine. Nhà tài trợ Hisense (Trung Quốc) trở thành nhà tài trợ chính. Các nhà tài trợ bổ sung bao gồm tập đoàn bảo hiểm ERGO Insurance Group có trụ sở tại Düsseldorf; nhà sản xuất ô tô BMW có trụ sở tại Munich, bộ phận xe máy BMW Motorrad; công ty bảo hiểm an ninh có trụ sở tại Tây Ban Nha Reale Seguros, công ty viễn thông Huawei có trụ sở tại Trung Quốc, công ty cá cược thể thao và cờ bạc trực tuyến bet-at-home.com, gã khổng lồ đồ uống Coca-Cola, nhà máy bia Veltins có trụ sở tại North Rhine Westphalia, và nhà sản xuất hiện tại của bộ quần áo đội hình Schalke, Adidas có trụ sở tại Đức .

## Bài hát cổ động
"Blau und weiß, wie lieb ich Dich" (Blue and White How I Love You) và "Königsblauer S04" (Royal Blue S04) là các bài hát chính thức của đội bóng.
Ngoài ra còn một số bài hát không chính thức khác như:
- "Oppa Pritschikowski"
- "Wir sind Schalker"
- "Keiner mag uns scheiß egal"
- "Schalke ist die Macht".

Cũng có một bài hát được viết để dành riêng cho huyền thoại người Đan Mạch Ebbe Sand.

## Danh hiệu
17 Danh hiệu 
Bundesliga
- Winners(7) - 1934, 1935, 1937, 1939, 1940, 1942, 1958
- Runners-up - 1933, 1938, 1941, 1972, 1977, 2001, 2005, 2007

DFB-Pokal
- Winners(5) - 1937, 1972, 2001, 2002, 2011
- Runners-up - 1935, 1936, 1941, 1942, 1955, 1969, 2005

Ligapokal
- Winners(1) - 2005
- Runners-up - 2001, 2002, 2007

DFL-super cup
- Winners(1) - 2011
- Tập tin:UEFA Cup (adjusted).png UEFA Cup/Cúp C3: 1
- Winners(1) - 1997
- xxxx32px]] UEFA Intertoto Cup: 2
- Winners(2) - 2003, 2004

2. Fußball-Bundesliga
- Winners - 1982, 1991

### Youth
- German Under 19 championship
  - Champions: 1976, 2006
  - Runners-up: 1975, 1980, 1981
- German Under 17 championship
  - Champions: 1978, 2002
  - Runners-up: 1977, 1980
- Under 19 Bundesliga West
  - Champions: 2006

## Đội hình hiện tại
Tính đến 5 tháng 7 năm 2022
Ghi chú: Quốc kỳ chỉ đội tuyển quốc gia được xác định rõ trong điều lệ tư cách FIFA. Các cầu thủ có thể giữ hơn một quốc tịch ngoài FIFA.
| Số | VT | Quốc gia | Cầu thủ                                 |
| -- | -- | -------- | --------------------------------------- |
| 1  | TM | Đức      | Ralf Fährmann                           |
| 2  | HV | Hà Lan   | Thomas Ouwejan                          |
| 3  | HV | Áo       | Leo Greiml                              |
| 4  | TV | Iceland  | Victor Pálsson                          |
| 5  | HV | Na Uy    | Marius Lode                             |
| 6  | TV | Đức      | Tom Krauß (mượn từ RB Leipzig)          |
| 8  | TV | Đức      | Danny Latza (đội trưởng)                |
| 9  | TĐ | Đức      | Simon Terodde                           |
| 10 | TV | Uruguay  | Rodrigo Zalazar                         |
| 11 | TĐ | Đức      | Marius Bülter                           |
| 13 | TM | Đức      | Alexander Schwolow (mượn từ Hertha BSC) |
| 14 | TV | Hàn Quốc | Lee Dong-gyeong (mượn từ Ulsan Hyundai) |
| 17 | TV | Đức      | Florian Flick                           |
| 18 | TV | Kosovo   | Blendi Idrizi                           |
| 20 | TV | Pháp     | Florent Mollet                          |
| 21 | TĐ | Đức      | Marvin Pieringer                        |

| Số | VT | Quốc gia   | Cầu thủ            |
| -- | -- | ---------- | ------------------ |
| 22 | HV | Mali       | Ibrahima Cissé     |
| 23 | TV | Đức        | Mehmet-Can Aydın   |
| 24 | TV | Đức        | Dominick Drexler   |
| 28 | TM | Đức        | Justin Heekeren    |
| 29 | TV | Đức        | Tobias Mohr        |
| 33 | HV | Đức        | Malick Thiaw       |
| 34 | TM | Áo         | Michael Langer     |
| 35 | HV | Ba Lan     | Marcin Kamiński    |
| —  |    |            |                    |
| 40 | TĐ | Đức        | Sebastian Polter   |
| 41 | HV | Đức        | Henning Matriciani |
| 42 | TV | Đức        | Kerim Çalhanoğlu   |
| —  | HV | Thổ Nhĩ Kỳ | Ozan Kabak         |
| —  | TV | Đức        | Can Bozdoğan       |
| —  | TV | Maroc      | Amine Harit        |
| —  | TĐ | Wales      | Rabbi Matondo      |

### Cầu thủ đang được cho mượn
Ghi chú: Quốc kỳ chỉ đội tuyển quốc gia được xác định rõ trong điều lệ tư cách FIFA. Các cầu thủ có thể giữ hơn một quốc tịch ngoài FIFA.
| Số | VT | Quốc gia | Cầu thủ                                                    |
| -- | -- | -------- | ---------------------------------------------------------- |
| —  | TV | Maroc    | Nassim Boujellab (tại HJK đến 31 tháng 12 năm 2022)        |
| —  | TV | Áo       | Reinhold Ranftl (tại Austria Wien đến 30 tháng 6 năm 2023) |

| Số | VT | Quốc gia | Cầu thủ                                              |
| -- | -- | -------- | ---------------------------------------------------- |
| —  | HV | Bỉ       | Dries Wouters (tại Mechelen đến 30 tháng 6 năm 2023) |